# Japanski šaran
Japanski šaran (koi šaran, Niškigoi 錦鯉) ukrasna je sorta domaćeg šarana koja se čuva u dekorativne svrhe u otvorenim koi ribnjacima ili vodenim baštama. 
Ova vrsta ribe ima specifičnu boju, obrasce šara i krljušti. Neke od glavnih boja su bela, crna, crvena, žuta i plava. Najpopularnija kategorija koi ribe je Gosank, koja je formirana od Kohaku, Taišo Sanšoku, i Šova Sanšoku sorti.

## Etimologija
Reč koi potiče iz japanskog jezika i znači „šaran“. Uključuje obe, sive i jarko obojene varijante. U japanskom, koi je homofon za reči koje znače „naklonost“ ili „ljubav“, zbog toga je simbol ljubavi i prijateljstva u Japanu.

## Istorija
Šarani su velika grupa riba prvobitno pronađeni u centralnog Evropi i Aziji. Različite vrste šarana su prvobitno pripitomljene u istočnoj Aziji, gde su korišćene za ishranu. Šarani su ribe hladnih voda i njihova sposobnost da prežive u prilagode se različitim klimama i stanjima vode omogućila je pripitomljenim vrstama da se razmnože na novim lokacijama, uključujući Japan. Prirodna boja mutirala je u celoj populaciji. Pre više od hiljadu godina, u Kini, šarani su prvobitno odgajani zbog mutacije, razmnožavani su sa babuškama što je dovelo do razvoja zlatne ribice.
Šaran je korišćen kao hrana još u 5. veku pre n.e. u Kini, a u Rimskom carstvu tokom širenja hrišćanstva u Evropi.
U Japanu 1820. gajeni su radi boje, prvobitno u gradu Ođija, prefekturi Nigata na severoistočnoj obali Honšua. Do 20. veka broj šarana je ustanovljen, najznačajniji je crveno-beli Kohaku. Spoljni svet je nije bio svestan razvoja boja sve do 1914. kada je Nigata koi bio izložen na godišnjoj izložbi u Tokiju. U tom trenutku, zainteresovanost za koijem proširila se širom Japana. Hobi držanja koija vremenom se proširio po celom svetu. Danas se često prodaju u pet šopovima, koje uzgajaju specijalizovani odgajivači.
Obimna hibridizacija između različitih populacija poremetila je istorijsku zoogeografiju šarana. Međutim, naučna saglasnost je da postoje najmanje dve podvrste šarana, jedna iz zapadne Azije i druga iz istočne Azije. Trobojni koi nazvan Taišo Sanšoku, poznatiji kao Sanke, prvi put je viđen tokom Meiđi ere (1868—1912). Iako se ne zna ko je razvio ovu vrstu. Sanke je izložen prvi put 1915. kada je koi bio star oko 15 godina.

## Podvrste
Koi podvrste se razlikuju po boji, šarama i redosledu krljušti. Neke od glavnih boja su bela, crna, crvena, žuta, plava i krem boja. Dok su moguće boje praktično neograničene, odgajivači su indetifikovali i imenovali broj posebnih kategorija. Najpopularnija je Gosanke, koja je nastala od Kohaku, Taišo Sanšoku i Šova Sanšoku.
Nove podvrste se i dalje razvijaju. Duh koi razvijen 1980. postao je mnogo popularniji u Ujedinjenom Kraljevstvu. Oni su hibrid divljeg šarana i Ogon koija, i odlikuju se po metalik krljuštima. Leptir koi (takođe poznat kao koi dugih peraja ili šaran-zmaj), takođe je razvijen 1980. i poznat je po svojim dugim i gracioznim perajima. Oni su hibrid koija i Azijskog šarana. Za Leptir i Duh koi neki smatraju da nisu pravi nišikigoi.

### Glavne podvrste
Kohaku
Kohaku je koi bele boje sa velikom crvenom oznakom na vrhu. Ime znači „crveno-belo“. Kohaku je prva ukrasna sorta osnovana u Japanu (krajem 19. veka).
Taišo Sanke
Taišo Sanke je veoma sličan Kohaku, osim dodatka malih crnih oznaka zvanih sumi. Ova sorta prvi put je izložena 1914. od strane koi odgajivača Gonzo Hiroija, za vreme vladavine cara Taišoa.

## Uzgajanje japanskog šarana
Proces razmnožavanja japanskog šarana je komplikovan i u Japanu se smatra umetnošću. Kako cene ovih riba mogu dostizati i po nekoliko desetina hiljada jena, potrebno je veliko znanje i iskustvo za dobijanje takvih jedinki.
Odvajanje polova
Proces uzgajanja počinje odvajanjem polova. Ženke su slabije od mužjaka, dok mužjaci imaju veća i šiljatija prednja peraja. Ženke ležu jaja.
Parenje
Za parenje se biraju jedinke iste vrste, u koliko se uzgaja određena vrsta niškigoija. Kombinacijom vrsta se dobijaju različiti rezultati. Najčešće boje su bela, crvena i crna, tako da se koriste kombinacije kojima se dobijaju ove boje.
Mrest
Mužjak i ženka se odvajaju najmanje mesec dana pre mresta. Do mrešćenja dolazi dva do tri dana nakon vraćanja mužjaka u jezerce odnosno ribnjak. Promene parametara vode, najčešće povišenje temperature, podstiče mrest. Za prikupljanje jajašaca koriste se posebni konopci.
Izbor mladih riba
Za ovaj proces potrebno je stručno oko. Od mladih riba biraju se one sa najviše potencijala i prebacuju se u ribnjake za odrastanje. Izbegava se davanje suve ili veštačke hrane kako se ne bi oštetile škrge mladih riba. Uzgajanje počinje u Maju a završava se u Oktobru.
Poznata uzgajališta
600 od 800 velikih uzgajališta nalaze se u oblasti Nigata. Jedno od najpoznatijih je "Dainići uzgajalište šarana".

### Zdravlje, održavanje i dugovečnost
Šaran je izdržljiva riba. One su ribe hladnih voda, ali se čuvaju između 15-20 °C i ne reaguju dobro na duge, hladne zimske temperature. Njihov imun sistem je slab ispod 10 °C. Njihove jarke boje čine ih lakim plenom. Čaplje, rakuni, vidre, mačke, lisice, jazavci i ježevi su sposobni da isprazne ribnjak. Dobro osmišljen ribnjak ima mesta koja su više duboka za čaplje da stoje, oko vode je dovoljno visoko da sisari dosegnu i hlad drveća štiti ribe od predatora iz vazduha. Ribnjak obično sadrži pumpu i filtracioni sistem koji održava čistu vodu. Koi su svaštojedi i ješće raznovrsnu hranu, uključujući grašak, zelenu salatu i lubenice. Koi hrana nije osmišljena da samo nutricionistički izbalansirana, već i da pluta kako bi iz podstakla da dođu na površinu. Dok jedu moguće je proveriti da li imaju parazite i čireve. Koi će prepoznati osobe koje ih hrane i okupiće se oko njih u vreme hranjenja. Mogu se naučiti da jedu iz ruke. Tokom zime, njihov sistem varenja skoro uspori do zastoja i tada jedu veoma malo, možda ne više od algi na dnu. Hranjenje se ne preporučuje ukoliko se temperatura vode spusti ispod 10 °C. Apetit im se neće vratiti sve do toplijih prolećnih dana.

### Bolesti
Koi su veoma izdržljive ribe. Uz pravilnu negu, odolevaju mnogim parazitima koji napadaju osetljivije tropske ribe. Dva najveća zdravstvena problema među ogajivačima su koi herpes i rabuvirus karpio, koji izazivaju prolećnu viremiju. Ne postoje tretmani za ove bolesti. Izolacija ribe i dezinfekcija rezervoara i opreme može sprečiti do širenja bolesti.

### U akvarijumu
Iako je japanski šaran popularan među akvarijumskim ribicama njegovo držanje u akvarijumima se ne preporučuje zbog njegove veličine. Iako nezahtevan za održavanje, japanski šaran zahteva veliki prostor za plivanje i vodu bogatu kiseonikom što je takođe teško obezbediti u malim akvarijumima. Pravilan smeštaj za ovu ribu je baštensko jezerce ili ribnjak gde će se pravilno razvijati i najbolje osećati.
Ako se ipak gaji u akvarijumu preporučuje se da on ne bude manje zapremine od 300 litara za jednu odraslu jedinku. Takođe se ne preporučuje držanje sa onim akvarijumskim ribicama koje bi po temperaturi vode mogle da dele isti akvarijumu sa japanskim šaranom. Japanski šaran guta manje ribice od sebe, koje se zbog leđnih peraja mogu zaglaviti u usnoj duplji šarana kada može nastupiti i smrt. Razmnožavanje japanskog šarana u akvarijumu nije moguće zbog odsustva hibernacije.

## Kult šarana u Japanu
Šaran je u Japanu imao status posebne ribe. Kada bi stanovnici srednjevekovne Kine, daleko od mora, govorili “riba”, uvek bi imali u vidu upravo slatkovodnog šarana. Po svome ukusu, a, to je najvažnije u vezi s nacionalnim obredima i posebnom odnosu prema carevoj ličnosti, šaran je zauzimao izuzetan položaj. Jošida Kenko s ironijom i poštovanjem kaže: “ Onoga dana kada jedemo supu od šarana, naše kose nisu raščupane. To je veoma lepljiva riba – ta od nje se pravi lepak. Šaran je veoma plemenit pošto se od svih riba samo on može pripremati u prisustvu najvišeg.
Stvar je u tome što su ponašanje japanskog cara određivali brojni običaji i zabrane. Tako mu, pre svega, nije bilo dozvoljeno da vidi ubijanje živih bića. Kao što vidimo, šaran je bio izuzetak. Među morskim ribama nekada se najviše cenio morski grgeč, dok je šaran smatran “kraljem” slatkovodnih. On do danas predstavlja ukras otmene praznične trpeze. Pri tome, reč “ukras”, najčešće treba razumeti bukvalno, pošto se u ovalnom tanjiru servira riba tek izvađenog droba i savršeno živog izgleda. Ovakvom šaranu se s vremena na vreme naliva po nekoliko kapi sakea u usta, od čega on počinje da mrda usnama. Osetljivim Evropljanima ovakva trpeza deluje kao neprijatno varvarstvo, ali mnogi Japanci nalaze da je ovo mrdanje krajnje zabavno i da priliči prazniku. Što se pak jela pripremljenih od šarana tiče, ona se obično serviraju na kraju – smatra se da gosti uoči odlaska treba da probaju ono što je najukusnije.
Japancima se reč “šaran” dopadala fonetski. Stvar je u tome što reč koi ne znači samo šaran, nego i “ljubav”. Veza “ljubavi” i “šarana” ima i legendarne osnove. Mitološko – letopisni zbornik “Nihon šoki” saopštava kako je gospodar Keiko (71-130) odlučio da za ženu uzme devojku po imenu Otohime, te zato krete njenoj kući. “A Otohime se, začuvši za gospodarev dolazak, sakri u bambusovom šipražju. Tada se gospodar, želeći da ona dođe, nastani u dvorcu Kakuri no Mija. Pustio je šarana da pliva u ribnjaku i ujutru i uveče ga je posmatrao i zabavljao se. I Otohime reši da pogleda na nestašnog šarana, prikrade se bliže i poče gledati u ribnjak. Gospodar je istog časa zadrža i pozva k sebi.”
Ispada, zapravo, da se šaran u ovoj legendi pojavljuje kao nekakvo opčinjavajuće sredstvo. 
Ma kako nam to čudno delovalo, šaran se na Dalekom istoku ne smatra isključivo pogodnim za jelo. On je oličenje čvrstine i hrabrosti. Zato su ga ljubitelji tetovaža veoma često prikazivali na svome telu (on je nešto poput orla u evropskoj tradiciji tetoviranja). Ugledajući se na Kineze, Japanci su verovali da šaran može veoma lako da pliva uzvodno i da čak prelazi preko slapova. To je omiljeni motiv japanskog i kineskog slikarstva. Popevši se do samog izvora planinske reke, on se na tom mestu pretvara u zmaja. Srednjevekovna legenda čak kaže da je u davnim vremenima, kada je carica Đingu krenula u pohod protiv Koreje, jedan šaran iskočio iz nekog rukavca i pokazao joj pravi put.
Hrabrost i hladnokrvnost koji se prepisuju šaranu, imaju životne i legendarne osnove. Japanci su uočili da on, za razliku od drugih riba, našavši se na stolu za obradu, potpuno ravnodušno očekuje sudbinu koja ga je snašla. Ovaj stoicizam bio je poštovan do te mere, da je upravo šaran postao simbol “praznika dečaka” (nešto nalik na obred inicijalizacije), koji je nekada obeležavan petog dana pete lune, a danas prosto – 5. maja. Iznad kuća su na štapovima podizani platneni ili papirni šarani – koinobori, koji su se, budući šuplji, na veliko zadovoljstvo njihovih tvoraca hrabro njihali na vetru. Koliko je u kući bilo dečaka, toliko je moralo da bude i koinoborija - ja . I to je visina koju je šaran dosezao bila veća, tim je viši položaj trebalo jednog dana da zauzme dečak. Da bi u životu postigao uspeh, dečak je prethodno trebalo da se provuče kroz platnenog šarana. Samurajske srednjovekovne tradicije žive su i danas: dečacima se na praznik poklanja lutka – samuraj u punoj ratničkoj spremi.
Potrebno je imati na umu i to da je praznik dečaka zapravo praznik budućih muškaraca, to jest da je povezan i sa sposobnošću reprodukcije. Uzimajući u obzir ono što je rečeno o vezi između šarana i ljubavnih pohoda gospodara Keikoa, može se zaključiti sledeće: šaran i njegova predstava u vidu koinobori – ja jesu isto tako i falusni simboli. Ovo se potvrđuje i jednim drugim, još starijim običajem: petog dana pete lune trebalo je čupati irise sa sve korenje, da bi se posle gledalo čiji je iris duži i njegova lukovica – deblja. Interesantno je da se u Kini peti dan pete lune smatrao prvobitno gotovo najopasnijim i najnesrećnijim u godini, te je bio praćen različitim ritualima namenjenim zaštiti od zlih duhova i njihovom teranju. Tako su se, na primer, spaljivale lutke napravljene od pelina. Vremenom se, međutim, ovaj dan pretvorio u istinski praznik očekivanja budućeg uspeha. U Japanu je danas to nacionalni praznik i neradan dan.
U Japanu se naše vreme u gotovo svakom od ribnjaka kraj nekog od hramova mogu videti nestašni raznobojni šarani (beli, crveni, modri, itd.). Prvobitno je ovo bilo povezano s budističkim ritualom puštanja živih bića na slobodu – šarane su najpre lovili trgovci, a onda su ih kupovali čuvari zapovesti. Pored ribnjaka se obično prodaje i hrana, što posetioci hramova uveliko koriste, tako da su japanski šarani ne samo veoma lepi, već izuzetno uhranjeni.

## Razlika između zlatne ribice i japanskog šarana
Zlatna ribica je razvijena u Kini pre više od hiljadu godina od selektivnog uzgoja babuške radi mutacije boja. Do dinastije Song (960—1279), žuti, narandžasti, beli i crveno-beli su razvijeni. Zlatna ribica i babuška se danas smatraju različitim vrstama. Zlatne ribice su predstavljene Japanu u 16. veku i Evropi u 17. veku. Koi,s a druge strane, razvijen je od šarana u Japanu 1820. Koiji su pripitomljeni šarani koji su izabrani radi boje, oni nisu različite vrste.
U principu, zlatne ribice teže da budu manje od koija, i da imaju veću raznovrsnost oblika tela. Koiji teže da imaju isti oblik tela, ali različite šare i veći izbor boja.

## Literatura
- Froese, Rainer; Pauly, Daniel; ур. (2005). Cyprinus carpio” на -у. [верзија на датум: 10 2005]
- Blasiola, George C. (1995). Koi: everything about selection, care, nutrition, diseases, breeding, pond design and maintenance, and popular aquatic plants. Hauppauge, New York: Barron's Educational Series. ISBN 978-0-8120-3568-1.
- Twigg, David (2001). How to Keep Koi. New York: Howell Book House. ISBN 978-0-7645-6242-6.